# سالومون ناسار
سالومون ناسار (اسپانیایی: Salomón Nazar‎؛ زادهٔ ۷ اوت ۱۹۵۲) بازیکن فوتبال اهل هندوراس بود.
از باشگاه‌هایی که در آن بازی کرده‌است می‌توان به باشگاه فوتبال دپورتیوو المپیا اشاره کرد.
وی همچنین در تیم ملی فوتبال هندوراس بازی کرده‌است.